# Llista de minerals de Catalunya
A Catalunya s'han trobat més de 500 espècies de minerals aprovades per l'Associació Mineralògica Internacional. D'aquestes, només una, l'abellaïta, té la seva localitat tipus en territori català.
| Índex A B C D E F G H I J K L M N O P Q R S T U V W X Z |
| Referències                                             |

## A
| Nom del Mineral   | Fórmula                                        | Localització | Imatge                                  |
| ----------------- | ---------------------------------------------- | --- | --------------------------------------- |
| Abellaïta         | NaPb₂(CO₃)₂(OH)                                | És un mineral descobert a la mina Eureka, a Castell-estaó (La Torre de Cabdella, Lleida). Aquest descobriment ha suposat la primera localitat tipus a Catalunya, en ser el primer mineral que s'hi descobreix al territori. | Mina Eureka                             |
| Acantita          | Ag₂S                                           | Se n'ha trobat acantita a la pedrera Berta (El Papiol, Barcelona) en el context de vetes hidrotermals de baixa temperatura de fluor, plom i zinc; a la mina Atrevida (Vimbodí, Tarragona), en materials turbidítics, i a la mina Balcoll (Falset, Tarragona). | Mina Balcoll                            |
| Actinolita        | ☐Ca₂(Mg4.5‑2.5Fe2+0.5‑2.5)Si₈O22(OH)           | És un mineral molt comú que en el territori català ha estat trobat a cada una de les quatre províncies que l'integren. L'actinolita ha estat trobada a una mina de coure de Sant Gervasi de Cassoles i a les pedreres Gualba a la província Barcelona, a la mina Can LLebó de Sant Martí Sacalm-Susqueda i a la mina de la Roca del Turó d'Espinavell a la província de Girona, a les mines Victòria i Margalida de la Vall d'Aran i a les Collades a Casterner de les Olles a la província de Lleida, finalment a la mina Bessó i la mina Serrana del Priorat, i a les mines Coma Fosca, Roca de Ponent i Sant Miquel de Vimbodí a la província de Tarragona. |                                         |
| Adamita           | Zn₂(AsO₄)(OH)                                  | A la mina de Les Ferreres, a Rocabruna (Camprodon, Girona), a la mina Atrevida (Vimbodí, Tarragona), a la mina Linda Mariquita, a El Molar (Priorat, Tarragona). |                                         |
| Aerinita          | Ca₄(Al,Fe,Mg)10Si₁₂O35(OH)₁₂CO₃·12H₂O          | A Tartareu (Les Avellanes i Santa Linya, Lleida). | Tartareu                                |
| Agardita-(Y)      | YCu₆(AsO₄)₃(OH)₆ · 3H₂O                        | A Prullans, a la Cerdanya (província de Lleida). |                                         |
| Albita            | NaAlSi₃O₈                                      | A la província de Barcelona: a la pedrera de Rialls (Tordera), a la pedrera Berta (El Papiol), a Gualba (Vallès Oriental) i al Massís del Montnegre i el Montseny; a la província de Girona: al Cap de Creus, al volcà Roca Negra (Olot), a la pedrera de Can Súria (Maçanet de la Selva), a les obres de l'AVE al seu pas per Riudarenes i a la pedrera Massabè. | Riudarenes                              |
| Al·lanita-(Ce)    | {CaCe}{Al₂Fe2+}(Si₂O₇)(SiO₄)O(OH)              | A la mina Atrevida, a Vimbodí i Poblet (Conca de Barberà, Tarragona). |                                         |
| Al·lòfana         | Al₂O₃·(SiO₂)1,3-2·(2,5-3)H₂O                   | A les prederes Rocabruna, a Bruguers i a la pedrera Sansón i Sot de les Mines, a Santa Creu d'Olorda, a la pedrera del Turó de Montcada, a Montcada i Reixac a la província de Barcelona; a Prullans, la Cerdanya a la província de Lleida. |                                         |
| Al·luaudita       | (Na,Ca)(Mn,Mg,Fe2+)(Fe3+,Mn2+)₂(PO₄)₃          | Al Cap de Creus, Girona. |                                         |
| Almandina         | Fe2+₃Al₂(SiO₄)₃                                | A la província de Barcelona: al Massís del Montnegre i el Montseny; a la província de Girona: al Cap de Creus, al puig Neulos (Cadaqués), a Massabé (La Selva); a la província de Lleida: a la mina Victòria i les mines Liat (Vall d'Aran); i a la província de Tarragona: a la Coma Fosca, la Roca de Ponent i Sant Miquel (Vimbodí i Poblet, Conca de Barberà) i a Pradell de la Teixeta (Priorat). | Cap de Creus                            |
| Altaïta           | PbTe                                           | A la província de Tarragona a la Coma Fosca, la Roca de Ponent i Sant Miquel (Vimbodí i Poblet, Conca de Barberà) i a la mina Serra, al Molar (Priorat). |                                         |
| Aluminocopiapita  | (Al,Mg)Fe₄3+(SO₄)₆(OH,O)₂·20H₂O                | A la pedrera Asland del Turó de Montcada (Montcada i Reixac, Barcelona). | Turó de Montcada                        |
| Alumohidrocalcita | CaAl₂(CO₃)₂(OH)₄·4H₂O                          | A la província de Barcelona a la pedrera del Turó de Montcada, a Montcada i Reixac (El Vallès Occidental) i les mines Rocabruna, a Gavà (El Baix Llobregat) |                                         |
| Alunita           | KAl₃(SO₄)₂(OH)₆                                | A la pedrera del Turó de Montcada, a Montcada i Reixac i a Gavà (Barcelona). | Pedrera del Turó de Montcada            |
| Analcima          | Na(AlSi₂O₆)·H₂O                                | A Vilanova d'Escornalbou, al Baix Camp (Tarragona) i a la Roca de Sant Julià, a Montardit de Dalt (Pallars Sobirà, Lleida). | Montardit de Dalt (Sort)                |
| Anapaïta          | Ca₂Fe2+(PO₄)₂·4H₂O                             | A Bellver de Cerdanya (Cerdanya, Lleida). | Bellver de Cerdanya                     |
| Anatasa           | TiO₂                                           | A Vielha e Mijaran (Vall d'Aran), a Espot (Pallars Sobirà) i a Arsèguel (Alt Urgell), totes tres localitats a la província de Lleida. També a Sant Jaume d'Enveja (Montsià, Tarragona). |                                         |
| Andalusita        | Al₂SiO₅                                        | A la mina Juanita, a la muntanya de Sant Pere Màrtir (Barcelonès, Barcelona), al Cap de Creus, a Cadaqués (Alt Empordà, Girona) a la mina Victòria, a Arres (la Vall d'Aran, Lleida) i a la mina Atrevida i a la Coma Fosca, la Roca de Ponent i Sant Miquel a Vimbodí i Poblet (Conca de Barberà, Tarragona). | Cap de Creus                            |
| Andersonita       | Na₂Ca(UO₂)(CO₃)₃·6H₂O                          | A la mina Eureka a Castellestaó (El Pallars Jussà, Lleida). |                                         |
| Andradita         | Ca₃Fe3+₂(SiO₄)₃                                | A les pedreres Gualba (Vallès Oriental, Barcelona). | Espinavell                              |
| Anglesita         | PbSO₄                                          | A la província de Barcelona a la pedrera i mina Berta, a Sant Cugat del Vallès-El Papiol (Vallès Occidental-Baix Llobregat); a la província de Girona a la mina Les Ferreres, a Rocabruna, a les mines Puig de Sant Julià, a Sant Julià del Llor i Bonmatí i a les mines Osor, aquestes dues últimes a la Selva; a la província de Lleida a les mines Liat a Vielha e Mijaran (Vall d'Aran); i a la província de Tarragona a la mina Atrevida a Vimbodí i Poblet (Conca de Barberà) i a les localitat de Bellmunt del Priorat, El Molar i Ulldemolins (Priorat).                                                                                               |                                         |
| Anhidrita         | CaSO₄                                          | A la província de Barcelona a la pedrera Cal Marçà, a Castellfollit de Riubregós (l'Anoia) i en dipòsits de sal del Bages; a la província de Lleida a Ivorra, (la Segarra) i a la província de Tarragona en afloraments de lutita a Ulldemolins (el Priorat). | Mines de guix d'Igualada                |
| Ankerita          | Ca(Fe2+,Mg)(CO₃)₂                              | A la província de Barcelona a la pedrera del Turó de Montcada, a Montcada i Reixac (El Vallès Oriental), a la província de Girona a les mines Puig de Sant Julià, a Sant Julià del Llor i Bonmatí (la Selva) i a les mines Ventola i Zaragoza a la Vall de Ribes (el Ripollès), a la província de Lleida a la mina Eureka, a la Torre de Cabdella (el Pallars Jussà) i província de Tarragona en afloriments de quars-scheelita al Monestir de Poblet, a Vimbodí i Poblet i a les localitats de Bellmunt del Priorat, El Molar i El Masroig (el Priorat). |                                         |
| Annabergita       | Ni₃(AsO₄)₂·8H₂O                                | A la mina Solita a Peramea (Pallars Sobirà, Lleida); la mina Balcoll, a Falset, la mina Linda Mariquita a El Molar (Priorat) i a la mina Atrevida a Vimbodí (Conca de Barberà), aquests tres últims indrets situats a la província de Tarragona. | Mina Atrevida                           |
| Anortita          | Ca(Al₂Si₂O₈)                                   | A una mina de coure de Sant Gervasi de Cassoles (Barcelonès, Barcelona) i als indrets de la Coma Fosca, la Roca de Ponent i Sant Miquel, a Vimbodí (Conca de Barberà, Tarragona). |                                         |
| Antigorita        | Mg₃Si₂O₅(OH)₄                                  | A les pedreres Gualba (Vallès Oriental, Barcelona). |                                         |
| Antlerita         | Cu₃(SO₄)(OH)₄                                  | A la pedrera Berta, a Sant Cugat del Vallès-El Papiol (Vallès Oriental, Barcelona) i a la mina Eugènia, a Bellmunt del Priorat (Priorat, Tarragona). |                                         |
| Aragonita         | CaCO₃                                          | És un mineral abundant al terriroi català que ha estat trobat en diversos indrets de totes les quatre províncies. A Barcelona: a la pedrera Sansón, a les mines Can Palomeres, a la pedrera Rialls, a la pedrera del turó de Montcada i a les pedreres Gualba. A Girona: al volcà Crosa de Sant Dalmai, a la pedrera Sant Ramón i a la mina Les Ferreres. A Lleida: a Prullans, a la mina Eureka i a la mina Solita. A Tarragona: a la mina Eugenia, la mina Regia i la mina Jalapa. | Les Guixeres, Montgat                   |
| Armenita          | BaCa₂Al₆Si9O30·2H₂O                            | Als indrets de la Coma Fosca, la Roca de Ponent i Sant Miquel, a Vimbodí i Poblet (Conca de Barberà, Tarragona). |                                         |
| Arrojadita-(KFe)  | (KNa)(Fe2+)(CaNa₂)Fe2+ 13Al(PO₄)11(PO₃OH)(OH)₂ | Al cap de Creus, Girona. |                                         |
| Arseniosiderita   | Ca₂Fe3+ 3O₂(AsO₄)₃·3H₂O                        | Al Molar (Priorat, Tarragona). |                                         |
| Arsenolita        | As₂O₃                                          | A la mina Atrevida, a Vimbodí i Poblet (Conca de Barberà, Tarragona). |                                         |
| Arsenopirita      | FeAsS                                          | Vegeu: l'arsenopirita als territoris de parla catalana | Escombrera a la Collada Verda, Ripollès |
| Arsenuranilita    | Ca(UO₂)₄(AsO₄)₂(OH)₄·6H₂O                      | A la mina Eureka, a Castellestaó (El Pallars Jussà, Lleida). |                                         |
| Asbolana          | Mn4+(O,OH)₂·(Co,Ni,Mg,Ca)x(OH)₂·nH₂O           | A la mina Les Ferreres, a Rocabruna (Camprodon, Girona). |                                         |
| Augita            | (Ca,Mg,Fe)Si₂O₆                                | A Can Ferrer, volcà de Sant Corneli, Fogars de la Selva (Maresme, Barcelona); als volcans Groscat, La Garrinafa i Roca Negra, i al cràter Santa Margarida, Olot (Garrotxa, Girona), al volcà Puig de la Banya de Bóc, Llorà (Gironès, Girona) i a Vilanova d'Escornalbou (Baix Camp, Tarragona). |                                         |
| Auricalcita       | (Zn,Cu)₅(CO₃)₂(OH)₆                            | A les mines Monsant, a Hortsavinyà (Maresme, Barcelona), les mines Liat, a Arres (Vall d'Aran, Lleida), la mina Margalida, a Bossòst (Vall d'Aran, Lleida), la mina Victòria, a Vielha e Mijaran (Vall d'Aran, Lleida), Prullans (Cerdanya, Lleida), la mina Balcoll, a Falset i la mina Bessó, a Ulldemolins (Priorat, Tarragona). |                                         |
| Austinita         | CaZn(AsO₄)(OH)                                 | A la mina Linda Mariquita, al Molar (Priorat, Tarragona). |                                         |
| Autunita          | Ca(UO₂)₂(PO₄)₂·10-12H₂O                        | Al Cap de Creus (Cadaqués, Alt Empordà), en contextos pegmatítics; també ha estat descrita a la Mina Eureka (Castell-estaó, Pallars Jussà). |                                         |
| Axinita-(Fe)      | Ca₂Fe2+Al₂BSi₄O15OH                            | A Catalunya al barranc de les Collades, al Pantà d'Escales (Tremp), en un context d'afloraments d'ofites amb alteració hidrotermal. |                                         |
| Atzurita          | Cu₃(CO₃)₂(OH)₂                                 | Vegeu: l'atzurita als territoris de parla catalana | Mina de barita d'Escornalbou            |

## B
| Nom del Mineral      | Fórmula                          | Localització | Imatge                |
| -------------------- | -------------------------------- | --- | --------------------- |
| Baileyclor           | (Zn,Fe,Al,Mg)₆((Si,Al)₄O10)(OH)₈ | Ha estat descrita en un aflorament de conglomerats al municipi de Prullans, a prop del túnel i el castell de Sant Martí dels Castells (N-260; Km. 202,10). | Prullans              |
| Bariofarmacosiderita | Ba0,5Fe₄3+(AsO₄)₃(OH)₄·5H₂O      | Ha estat descrita a la mina Les Ferreres, a Rocabruna, al terme municipal de Camprodon (Ripollès) en un context de vetes de barita en dolomies. |                       |
| Barita               | BaSO₄                            | Es troba àmpliament distribuïda per tot el territori. Els jaciments més coneguts se situen a Bagà (Berguedà), a Sau (Osona), a Toloriu (Alt Urgell) i a Viladrau (Girona). | Mina de Can Palomeres |
| Bassetita            | Fe2+(UO₂)₂(PO₄)₂(H₂O)10          | A la Mina Solita (Pallars Sobirà), en un context de conglomerats (Permià-Triàsic) amb disseminacions de cobalt i niquel, en discordança amb pissarres negres amb carbó del Carbonífer. |                       |
| Bayldonita           | PbCu₃(AsO₄)₂(OH)₂                | A la mina Les Ferreres, a Rocabruna, a Camprodon (Ripollès, Girona). |                       |
| Bayleyita            | Mg₂(UO₂)(CO₃)₃·18H₂O             | A la mina Eureka, al municipi de la Torre de Capdella (Pallars Jussà), en un context d'impregnacions de coure i urani en conglomerats i gresos permico-triàsics (Bundsandstein). |                       |
| Beaverita-(Cu)       | Pb(Fe3+ 2Cu)(SO₄)₂(OH)₆          | A la mina Bessó, a Ulldemolins (Priorat, Tarragona). |                       |
| Beraunita            | Fe2+Fe3+ 5(PO₄)₄(OH)₅·6H₂O       | A la pedrera del Turó de Montcada, a Montcada i Reixac (Vallès Oriental) i a les mines Rocabruna, a Bruguers, a Gavà (Baix Llobregat), ambdues a la província de Barcelona; i a Cornudella de Montsant (Priorat, Tarragona). |                       |
| Berdesinskiïta       | V3+ 2TiO₅                        | Als jaciments de Coma Fosca, Roca de Ponent i Sant Miquel, a Vimbodí (Conca de Barberà, Tarragona). |                       |
| Berlinita            | AlPO₄                            | Al cap de Creus, a Cadaqués (Alt Empordà, Girona). |                       |
| Berthierita          | FeSb₂S₄                          | A la mina Fecunda, a la Vall de Ribes i a la Collada Verda, a Abella-Pardines, ambdues situades a la comarca gironina del Ripollès. |                       |
| Beril                | Be₃Al₂(SiO₃)₆                    | Al cap de Creus (Girona). |                       |
| Bil·lietita          | Ba(UO₂)₆O₄(OH)₆·8H₂O             | A la mina Eureka, que està situada a la Torre de Cabdella, al Pallars Jussà (Lleida). |                       |
| Bindheimita          | Pb₂Sb5+ 2O₇                      | A la Collada Verda, a Abella-Pardines (Ripollès, Girona); la mina d'antimoni de Montenartró, a Llavorsí (Pallars Sobirà, Lleida; la mina Campoy, a la Vall d'Uixó (Província de Castelló), a Villahermosa del Río i la mina La Amorosa (Castelló). |                       |
| Bismut               | Bi                               | Al massisos del Montnegre-Montseny, a Sant Celoni (Vallès Oriental, Barcelona), a la mina Fra Joan, al pic de Costabona (Ripollès, Girona), a la mina Eureka, a Castell-estaó (Pallars Jussà, Lleida), la mina Balcoll, a Falset (Priorat, Tarragona), els jaciments de la Coma Fosca, la Roca de Ponent i Sant Miquel i la mina Atrevida, aquests últims a Vimbodí (Conca de Barberà, Tarragona).                                     |                       |
| Bismutinita          | Bi₂S₃                            | A Ca n'Agustí (Montagut, Garrotxa), a la mina Roca del Turó (Espinavell, Ripollès), a la mina Fra Joan (Setcases, Ripollès), a la mina Zaragoza (Vall de Ribes), a la mina Atrevida (Vimbodí, Conca de Barberà). |                       |
| Bixbyita             | Mn3+ 2O₃                         | A la Vall de Ribes, al Ripollès (Girona). |                       |
| Boltwoodita          | (K,Na)(UO₂)(SiO₃OH)·1,5H₂O       | A la mina Eureka, a la localitat de Castell-estaó, al Pallars Jussà, província de Lleida. |                       |
| Bornita              | Cu₅FeS₄                          | A la província de Barcelona a les mines Mines (Hortsavinyà, Maresme), les mines El Remei (El Brull, Osona), la mina i pedrera Berta (Sant Cugat del Vallès-El Papiol, Vallès Occidental-Baix Llobregat) i les pedreres Gualba (Vallès Oriental); a la província de Lleida a la mina Victoria (Val d'Aran) i la mina Eureka (Castell-estaó, Pallars Jussà) i a la província de Tarragona a la mina Linda Mariquita (El Molar, Priorat). |                       |
| Boulangerita         | Pb₅Sb₄S11                        | A la mina Les Ferreres, a Rocabruna (Ripollès, Girona) i a la mina d'antimoni de Montenartró, a LLavorsí (Pallars Sobirà, Lleida). |                       |
| Bournonita           | PbCuSbS₃                         | S'ha descrit a Vilaller (Alta Ribagorça) i a la mina Les Ferreres (Ripollès). |                       |
| Brannerita           | UTi₂O₆                           | S'ha descrit a la Pala d'Ereixe (Parc Nacional d'Aigüestortes), en un context de mineralitzacions d'urani en corneanes silurico-devonianes. |                       |
| Breithauptita        | NiSb                             | S'ha trobat a la mina Montoliu (Vall d'Aran) i a la mina Balcoll (Priorat). |                       |
| Brochantita          | Cu₄(SO₄)(OH)₆                    | S'ha descrit a la pedrera Berta (Vallès Occidental-Baix Llobregat); a la mina Les Ferreres (Ripollès); a la mina Eureka (Pallars Jussà) i a les mines Eugenia i Bessó (Priorat). |                       |
| Brookita             | TiO₂                             | A Espot (Pallars Sobirà) i a Arsèguel (Alt Urgell). |                       |
| Brucita              | Mg(OH)₂                          | A la pedrera Àngel i a le pedreres de Gualba (Vallès Oriental); a les mines Roca del Turó i Fra Joan (Ripollès). |                       |
| Bustamita            | CaMn2+(Si₂O₆)                    | A les mines Serrana i Joaquina Primera (Priorat). |                       |

## C
| Nom del Mineral   | Fórmula                  | Localització | Imatge                    |
| ----------------- | ------------------------ | --- | ------------------------- |
| Cabazita-K        |                          | | La Crosa de Sant Dalmai   |
| Cacoxenita        |                          | |                           |
| Calcioferrita     |                          | | Turó de Montcada          |
| Calcita           | CaCO₃                    | Vegeu: la calcita als territoris de parla catalana | Mines de Gualba           |
| Calcantita        |                          | |                           |
| Calcoalumita      |                          | |                           |
| Calcocita         |                          | |                           |
| Calcofil·lita     |                          | |                           |
| Calcopirita       |                          | | Mines de Gualba           |
| Calcosiderita     | CuFe3+₆(PO₄)₄(OH)₈·4H₂O  | A la mina Turquesa a Cornudella de Montsant, al Priorat (Tarragona). |                           |
| Calcostibita      |                          | |                           |
| Calderonita       | Pb₂Fe3+(VO₄)₂(OH)        | A la mina Maria Magdalena, a Ulldemolins (Priorat, Tarragona). |                           |
| Caledonita        |                          | |                           |
| Carnal·lita       |                          | | Cardona                   |
| Carnotita         |                          | |                           |
| Cassiterita       |                          | |                           |
| Čechita           | PbFe2+VO₄(OH)            | A la mina Maria Magdalena (Ulldemolins, Priorat). | Mina Maria Magdalena      |
| Čejkaïta          |                          | | Mina Eureka               |
| Celestina         |                          | | Torà                      |
| Cerussita         |                          | | Vimbodí                   |
| Cervantita        |                          | |                           |
| Chamosita         |                          | |                           |
| Cianita           |                          | |                           |
| Cianotriquita     |                          | |                           |
| Cinabri           |                          | |                           |
| Claraïta          | Cu2+₃(CO₃)(OH)₄·4H₂O     | A la mina les Ferreres, a Rocabruna (El Ripollès, Girona). | Les Ferreres              |
| Clausthalita      |                          | |                           |
| Clinoclor         |                          | |                           |
| Clinoclasa        |                          | |                           |
| Clinozoisita      | Ca₂Al₃[Si₂O₇][SiO₄]O(OH) | A la mina de coure de Sant Gervasi de Cassoles, a Collserola i al massís del Montnegre-Montseny, a La Batllòria (Barcelona); a Can Gat, a Viladrau, a la mina Roca del Turó, a Espinavell i a la mina Fra Joan, a Setcases (Girona). |                           |
| Clorapatita       |                          | |                           |
| Clorargirita      |                          | |                           |
| Cobaltita         |                          | |                           |
| Cobaltkoritnigita |                          | |                           |
| Coffinita         | U(SiO₄)·nH₂O, n=0-2      | A la mina Eureka, que està situada a la Torre de Cabdella, al Pallars Jussà (Lleida). |                           |
| Cohenita          |                          | |                           |
| Col·linsita       | Ca₂Mg(PO₄)₂·2H₂O         | A Gavà (Baix Llobregat, Barcelona). |                           |
| Compreignacita    | K₂(UO₂)₆O₄(OH)₆·7H₂O     | A la mina Eureka a Castellestaó (El Pallars Jussà, Lleida). |                           |
| Condrodita        |                          | |                           |
| Conicalcita       |                          | |                           |
| Connel·lita       |                          | |                           |
| Copiapita         |                          | |                           |
| Coure natiu       |                          | |                           |
| Cordierita        |                          | | Turó de l'Home-Les Agudes |
| Coronadita        | Pb(Mn₆4+Mn₂3+)O16        | A la mina La Cresta, a Bellmunt del Priorat (Tarragona). |                           |
| Cosalita          |                          | |                           |
| Coulsonita        |                          | |                           |
| Covel·lita        |                          | |                           |
| Crandal·lita      |                          | |                           |
| Crednerita        |                          | |                           |
| Criptomelana      | K(Mn₇4+Mn3+)O16          | A la mina Serrana, a El Molar (Priorat, Tarragona). |                           |
| Crisoberil        |                          | |                           |
| Crisocol·la       |                          | |                           |
| Crisòtil          |                          | | Montjuïc, Barcelona       |
| Cromita           |                          | |                           |
| Cubanita          |                          | |                           |
| Cummingtonita     |                          | |                           |
| Cuprita           |                          | |                           |
| Cuprosklodowskita |                          | |                           |

## D
| Nom del Mineral | Fórmula                        | Localització | Imatge                   |
| --------------- | ------------------------------ | --- | ------------------------ |
| Dadsonita       | Pb23Sb25S60Cl                  | A una mina d'antimoni de Llavorsí, al Pallars Sobirà (Lleida). |                          |
| Delvauxita      | CaFe₄(PO₄,SO₄)₂(OH)₈ · 4-6H₂O  | A les mines de Rocabruna (Gavà), la pedrera de Rialls (Tordera) i la pedrera del Turó de Montcada (Montcada i Reixac). |                          |
| Devil·lina      | CaCu₄[(OH)₆ (SO₄)₂] · 3H₂O     | A la pedrera Berta (Sant Cugat del Vallès-El Papiol), la mina Les Ferreres (Camprodon) i la mina Eureka (Castell-estaó). | Les Ferreres (Camprodon) |
| Digenita        | Cu9S₅                          | A la mina Linda Mariquita (El Molar, Priorat), en el context d'unes mines de plom. |                          |
| Diòpsid         | MgCaSi₂O₆                      | A les pedreres de Gualba (Montseny), al Cap de Creus (Cadaqués), a la Mina de la Roca del Turó (Molló), a le mines Solitaria i Victòria (Arres), a la Coma Fosca, a Sant Miquel i a la Roca de Ponent (Vimbodí) i en platges al·luvials del Delta de l'Ebre (Sant Jaume d'Enveja). |                          |
| Dolomita        | CaMg(CO₃)₂                     | Vegeu: la dolomita als territoris de parla catalana |                          |
| Dravita         | NaMg₃Al₆(BO₃)₃Si₆O18(OH)₄      | Al Cap de Creus (Cadaqués), en un ambient de metamorfisme. |                          |
| Dufrenita       | Ca0,5Fe2+Fe₅3+(PO₄)₄(OH)₆·2H₂O | A les mines Rocabruna, a Gavà (El Baix Llobregat, Barcelona). |                          |
| Duftita         | PbCu(AsO₄)(OH)                 | A la mina Les Ferreres (Camprodon) i a la mina Linda Mariquita (El Molar). |                          |
| Dundasita       |                                | | Prullans                 |
| Dussertita      | BaFe₃3+(AsO₄)(AsO₃OH)(OH)₆     | A la mina Linda Mariquita, a la localitat d'El Molar (Priorat, Tarragona). |                          |
| Dypingita       | Mg₅(CO₃)₄(OH)₂·5H₂O            | A la pedrera Àngel, a Gualba (Vallès Oriental, Barcelona). | Pedrera Àngel (Gualba)   |

## E
| Nom del Mineral     | Fórmula                     | Localització                                                  | Imatge                  |
| ------------------- | --------------------------- | ------------------------------------------------------------- | ----------------------- |
| Epidota             |                             |                                                               | Carretera de les Aigües |
| Epsomita            |                             |                                                               |                         |
| Eritrita            |                             |                                                               |                         |
| Escolecita          |                             |                                                               |                         |
| Escorodita          |                             |                                                               |                         |
| Esfalerita          |                             |                                                               |                         |
| Espessartina        |                             |                                                               |                         |
| Esquinita-(Y)       | (Y,Ca,Fe,Th)(Ti,Nb)₂(O,OH)₆ | Al Cap de Creus (Alt Empordà), en un context de metamorfisme. |                         |
| Estefanita          |                             |                                                               |                         |
| Estibina            |                             |                                                               |                         |
| Estibiopal·ladinita |                             |                                                               |                         |
| Estroncianita       |                             |                                                               |                         |
| Euclasa             |                             |                                                               |                         |
| Evansita            |                             |                                                               |                         |

## F
| Nom del Mineral  | Fórmula                                | Localització | Imatge                               |
| ---------------- | -------------------------------------- | --- | ------------------------------------ |
| Fairfieldita     | Ca₂Mn2+(PO₄)₂·2H₂O                     | A Bellver de Cerdanya (Cerdanya, Lleida). |                                      |
| Farmacolita      | CaH[AsO₄] · 2H₂O                       | A la pedrera i mina Berta entre els termes municipals de Sant Cugat del Vallès i el Papiol (Vallès Occidental - Baix Llobregat, Barcelona); a la mina Solita, a Peramea (Pallars Sobirà, Lleida) i a la mina Atrevida a Vimbodí (Conca de Barberà, Tarragona). |                                      |
| Farmacosiderita  | KFe3+₄(AsO₄)₃(OH)₄ · 6-7H₂O            | A la mina les Ferreres a Camprodon (Ripollès, Girona); a la mina Atrevida de Vimbodí (Conca de Barberà) i a la mina Linda Mariquita del Molar (Priorat), totes dues a Tarragona. |                                      |
| Fehrita          | MgCu₄(SO₄)₂(OH)₆·6H₂O                  | A la mina les Ferreres a Camprodon (Ripollès, Girona). | Mina Les Ferreres                    |
| Felsőbanyaïta    | Al₄(SO₄)(OH)10 · 4H₂O                  | En un aflorament de conglomerats al municipi de Prullans, a prop del túnel i el castell de Sant Martí dels Castells (N-260; Km. 202,10). |                                      |
| Fenacita         | Be₂SiO₄                                | Només s'ha descrit al Cap de Creus, a la localitat de Cadaqués (Alt Empordà, Girona). |                                      |
| Ferberita        | FeWO₄                                  | A la Coma Fosca, a la Roca de Ponent i a Sant Miquel, totes tres localitats dins del terme municipal de Vimbodí (Conca de Barberà, Tarragona). |                                      |
| Ferrisicklerita  | Li1-x(Fe3+,Mn2+)PO₄                    | Al Cap de Creus, a la localitat de Cadaqués (Alt Empordà, Girona). |                                      |
| Ferro natiu      | Fe                                     | En dues localitats i en tots dos casos és d'origen meteorític. Al meteorit Cañellas de Vilanova i la Geltrú (Garraf, Barcelona) i el meteorit de Nulles (Alt camp, Lleida). En la primera localitat s'hi ha descrit també la varietat coneguda com a kamacita; en la segona les varietats kamacita i martensita.                                                                   |                                      |
| Ferroactinolita  | ☐Ca₂(Fe2,5-0,02+,Mg2,5-5,0)Si₈O22(OH)₂ | Al barranc de les Collades, a la localitat de Tremp (Pallars Jussà, Lleida) i a la mina Joaquina primera, a la localitat de Bellmunt del Priorat (El Priorat, Tarragona). |                                      |
| Ferrohornblenda  | ☐Ca₂(Fe₄2+Al)(Si₇Al)O22(OH)₂           | A Coma Fosca i Sant Miquel, a Vimbodí i Poblet (Conca de Barberà, Tarragona). |                                      |
| Ferropargasita   | NaCa₂(Fe₄2+Al)(Si₆Al₂)O22(OH)₂         | A la mina Joaquina primera a la localitat de Bellmunt del Priorat (Tarragona). |                                      |
| Ferrohexahidrita | Fe2+SO₄·6H₂O                           | A la Santa Creu d'Olorda a la serra de Collserola (Barcelonès, Barcelona). |                                      |
| Fibroferrita     | Fe3+(SO₄)(OH) · 5H₂O                   | A les mines de Rocabruna de Gavà (Baix Llobregat, Barcelona) |                                      |
| Fil·lowita       | Na₂CaMn2+₇(PO₄)₆                       | Al Cap de Creus, a la localitat de Cadaqués (Alt Empordà, Girona). |                                      |
| Fluorapatita     | Ca₅(PO₄)₃F                             | A la mina Rocabruna de Gavà (Baix Llobregat, Barcelona); a la pedrera Sanson de Santa Creu d'Olorda (Baix Llobregat, Barcelona); a la pedrera Rialls de Tordera (Maresme, Barcelona); a la pedrera del Turó de Montcada (Vallès Occidental, Barcelona); al Cap de Creus (Alt Empordà, Girona); a Bellver de Cerdanya (Cerdanya, Lleida) i a Arestui a Llavorsí (Cerdanya, Lleida). | Pedrera Sansón (Santa Creu d'Olorda) |
| Fluorita         | CaF₂                                   | Vegeu: la fluorita als territoris de parla catalana | Pedrera Berta                        |
| Forsterita       | Mg₂SiO₄                                | Al volcà de Sant Corneli de Fogars de la Selva (Maresme, Barcelona), a les pedreres de Gualba (Vallès Occidental, Barcelona), al volcà Croscat d'Olot (Garrotxa, Girona) i al meteorit de Nulles (Alt Camp, Lleida). |                                      |
| Fosfosiderita    | FePO₄ · 2H₂O                           | A Gavà (Baix Llobregat) i a la pedrera del Turó de Montcada (Montcada i Reixac), totes dues localitats a la província de Barcelona. |                                      |
| Fraipontita      | (Zn,Al)₃(Si,Al)₂O₅(OH)₄                | A Prullans (Cerdanya, Lleida). | Aflorament de Prullans               |
| Freibergita      | Ag₆[Cu₄Fe₂]Sb₄S13-x                    | Només a les mines Montoliu de Naut Aran (Vall d'Aran, Lleida). |                                      |
| Friedelita       | Mn₈2+Si₆O15(OH)10                      | A la mina Serrana, al Molar (Priorat, Tarragona) |                                      |

## G
| Nom del Mineral | Fórmula                        | Localització | Imatge                  |
| --------------- | ------------------------------ | --- | ----------------------- |
| Gahnita         |                                | |                         |
| Galena          |                                | |                         |
| Gartrel·lita    |                                | |                         |
| Gaspeïta        |                                | |                         |
| Gearksutita     |                                | |                         |
| Gedrita         | ☐{Mg₂}{Mg₃Al₂}(Al₂Si₆O22)(OH)₂ | Al Cap de Creus, a la província de Girona. |                         |
| Geerita         |                                | |                         |
| Gersdorffita    |                                | |                         |
| Gibbsita        |                                | |                         |
| Glauconita      |                                | A Altafulla i Torredembarra en capes de lutites sorrenques i gresos. També és freqüent en altres indrets, sobretot en sediments marins amb poca fracció grollera formats en ambients tranquils. |                         |
| Goethita        |                                | |                         |
| Goldmanita      |                                | |                         |
| Gordaïta        | NaZn₄(SO₄)(OH)₆Cl · 6H₂O       | Se n'ha trobat a la mina Eureka, a Castell-estaó (Pallars Jussà, Lleida). |                         |
| Goslarita       |                                | |                         |
| Graftonita      |                                | |                         |
| Grafit          |                                | |                         |
| Greenalita      | Fe2-3(Si₂O₅)(OH)₄              | A Llívia, a la Cerdanya (Lleida). |                         |
| Greenockita     |                                | |                         |
| Grossulària     |                                | | Carretera de les Aigües |
| Guix            |                                | Vegeu: el guix als territoris de parla catalana | Guixeres de Beuda       |

## H
| Nom del Mineral   | Fórmula        | Localització | Imatge           |
| ----------------- | -------------- | --- | ---------------- |
| Halita            |                | | Cardona          |
| Halotriquita      |                | |                  |
| Haüyna            |                | |                  |
| Hedenbergita      |                | |                  |
| Heinrichita       |                | |                  |
| Hematites         |                | |                  |
| Hemimorfita       |                | |                  |
| Hessita           |                | |                  |
| Heterogenita      | Co3+O(OH)      | A la mina Solita, a Peramea (Pallars Sobirà, Lleida) i a la mina Atrevida, a Vimbodí (Conca de Barberà, Província de Tarragona). |                  |
| Heterosita        |                | |                  |
| Hidrocerussita    | Pb₃(CO₃)₂(OH)₂ | A la mina Maria Magdalena, a Ulldemolins (Priorat, Tarragona).                                                                   |                  |
| Hidromagnesita    |                | |                  |
| Hidroxilapatita   |                | |                  |
| Hidroxilherderita |                | |                  |
| Hidrozincita      |                | |                  |
| Hol·landita       |                | |                  |
| Hopeïta           |                | |                  |
| Hübnerita         |                | |                  |
| Huntita           |                | | Turó de Montcada |
| Hurlbutita        |                | |                  |

## I
| Nom del Mineral | Fórmula                        | Localització | Imatge |
| --------------- | ------------------------------ | --- | ------ |
| Ilmenita        | Fe2+TiO₃                       | Al Cap de Creus, a Casterner de les Olles (Tremp, Pallars Jussà), a Vimbodí (Conca de Barberà) i a Sant Jaume d'Enveja (Montsià). |        |
| Inesita         | Ca₂(Mn,Fe)₇Si10O28(OH)₂ · 5H₂O | A la pedrera Aymar, a Gualba (Vallès Oriental, Barcelona).                                                                        |        |

## J
| Nom del Mineral | Fórmula                                               | Localització | Imatge |
| --------------- | ----------------------------------------------------- | --- | ------ |
| Jamborita       | (Ni2+1-x,Cox3+(OH)2-x(SO₄)x·nH₂O [x ≤ ⅓; n ≤ (1 - x)] | A la mina Regia i a la Mina Eugènia, totes dues a Bellmunt del Priorat (Priorat). |        |
| Jamesonita      | Pb₄FeSb₆S14                                           | A la mina Fecunda, a la Vall de Ribes (Ripollès, Girona) i a la mina Eugènia, a Bellmunt del Priorat (Tarragona). |        |
| Jarosita        | KFe3+₃(SO₄)₂(OH)₆                                     | A les mines de Rocabruna, a Bruguers (Gavà, Garraf), a les mines de Can Palomeres (Malgrat de Mar, Maresme), a la pedrera Rialls (Tordera), a la pedrera Berta (El Papiol, Baix Llobregat), al Turó de Montcada (Montcada i Reixac, Vallès Occidental), a Les Ferreres (Rocabruna, Camprodon), a la mina Solita (Peramea, Baix Pallars), a la mina Atrevida (Vimbodí, Conca de Barberà) i a la mina La Cresta (Bellmunt del Priorat). |        |
| Johannsenita    | CaMn2+Si₂O                                            | A la mina Serrana, a El Molar (Priorat, Tarragona) |        |
| Joseïta-B       | Bi₄Te₂S                                               | A Catalunya s'ha descrit a la Roca de Ponent, a prop del Monestir de Poblet a la Conca de Barberà en un context de dipòsit tipus sedex afectat per metamorfisme isoquímic. |        |

## K
| Nom del Mineral | Fórmula         | Localització | Imatge |
| --------------- | --------------- | --- | ------ |
| Kaolinita       | Al₂Si₂O₅(OH)₄   | A la pedrera Sansón (Santa Creu d'Olorda); a la pedrera Magan (Sant Feliu de Buixalleu); a la mina Atrevida (Vimbodí); a la Coma Fosca, la Roca de Ponent i Sant Miquel (Monestir de Poblet) i a la mina Eugènia (Bellmunt del Priorat).                       |        |
| Kermesita       | Sb₂OS₂          | A la Collada Verda (Pardines), en un context de vetes de Sb-As-Cu en esquists, pissarres i quarsites del Cambro-ordovicià. |        |
| Koninckita      | Fe3+PO₄·3H₂O    | A les mines de Rocabruna (mina Elvira; Baix Llobregat) en un context de mineralitzacions de ferro. També s'ha descrit a la pedrera del Turó de Montcada (Vallès Occidental), en materuials Silurico-devonians amb importants disseminacions i capes de fosfat. |        |
| Köttigita       | Zn₃(AsO₄)₂·8H₂O | A la mina Atrevida, a la localitat de Vimbodí (Conca de Barberà, Tarragona). |        |

## L
| Nom del Mineral | Fórmula                    | Localització                                                            | Imatge            |
| --------------- | -------------------------- | ----------------------------------------------------------------------- | ----------------- |
| Langita         |                            |                                                                         |                   |
| Laumontita      |                            |                                                                         |                   |
| Lavendulana     |                            |                                                                         |                   |
| Latzulita       |                            |                                                                         |                   |
| Leogangita      | Cu10(AsO₄)₄(SO₄)(OH)₆·8H₂O | A la mina les Ferreres, a la localitat de Rocabruna (Ripollès, Girora). | Mina les Ferreres |
| Lepidocrocita   |                            |                                                                         |                   |
| Libethenita     |                            |                                                                         |                   |
| Linarita        |                            |                                                                         | Mina Berta        |
| Linneïta        |                            |                                                                         |                   |
| Löllingita      |                            |                                                                         |                   |

## M
| Nom del Mineral      | Fórmula                      | Localització | Imatge                       |
| -------------------- | ---------------------------- | --- | ---------------------------- |
| Maghemita            |                              | |                              |
| Magnesiohornblenda   | ☐Ca₂(Mg₄Al)(AlSi₇)O22(OH)₂   | Als indrets de la Coma Fosca, la Roca de Ponent i Sant Miquel, a Vimbodí (Conca de Barberà, Tarragona).                                                                                      |                              |
| Magnesita            |                              | |                              |
| Magnetita            |                              | | Mines de Gualba              |
| Malaquita            |                              | | Mina de barita d'Escornalbou |
| Manganita            |                              | |                              |
| Manganocromita       |                              | |                              |
| Manganocummingtonita | ☐{Mn2+₂}{Mg₅}(Si₈O22)(OH)₂   | A la mina Serrana, a El Molar, a la comarca del Priorat (Tarragona). |                              |
| Manganogrunerita     | ☐{Mn2+₂}{Fe2+₅}(Si₈O22)(OH)₂ | A la mina Serrana, a El Molar, a la comarca del Priorat (Tarragona). |                              |
| Marcassita           |                              | | Pedrera Berta                |
| Maucherita           |                              | |                              |
| Melanterita          |                              | |                              |
| Meionita             | Ca₄Al₆Si₆O24CO₃              | Als volcans Pomareda i Roca Negra, a la localitat de Santa Pau, a la comarca de la Garrotxa (Girona).                                                                                        |                              |
| Mesolita             |                              | |                              |
| Messelita            |                              | |                              |
| Metamunirita         | NaVO₃                        | A la mina Eureka, a Castell-estaó (Pallars Jussà, Lleida). |                              |
| Metavariscita        |                              | |                              |
| Microclina           |                              | |                              |
| Grup de la microlita | -                            | Al Cap de Creus, dins els límits de Cadaqués, a la província de Girona. |                              |
| Mil·lerita           |                              | |                              |
| Mimetita             |                              | |                              |
| Minium               |                              | |                              |
| Mitridatita          | Ca₂Fe3+ 3O₂(PO₄)₃·3H₂O       | A la pedrera del Turó de Montcada, a Montcada i Reixac (Vallès Oriental, Barcelona), al cap de Creus (Alt Empordà, Girona) i al rierol de Vilella, a Bellver de Cerdanya (Cerdanya, Lleida). |                              |
| Molibdenita          |                              | |                              |
| Molibdita            |                              | |                              |
| Molisita             |                              | |                              |
| Monazita-(Ce)        |                              | |                              |
| Montebrasita         | LiAl(PO₄)(OH)                | Cap de Creus, Cadaqués (província de Girona). |                              |
| Montgomeryita        |                              | | Mina Elvira                  |
| Montmoril·lonita     |                              | |                              |
| Morenosita           |                              | |                              |
| Mottramita           |                              | |                              |
| Moscovita            |                              | |                              |

## N
| Nom del Mineral   | Fórmula               | Localització                                                                                    | Imatge           |
| ----------------- | --------------------- | ----------------------------------------------------------------------------------------------- | ---------------- |
| Nacrita           | Al₄[(OH)₈] Si₄O10]    | A les mines Regia i Regia antiga de Bellmunt del Priorat i a la mina Linda Mariquita del Molar. |                  |
| Natroalunita      |                       |                                                                                                 |                  |
| Natrojarosita     |                       |                                                                                                 | Turó de Montcada |
| Natrolita         |                       |                                                                                                 |                  |
| Natronambulita    | NaMn2+ 4Si₅O14(OH)    | A la mina Joaquina, a Bellmunt del Priorat, a la comarca del Priorat (Tarragona).               |                  |
| Natrouranospinita | Na₂(UO₂)₂(AsO₄)₂·5H₂O | A la mina Eureka, a la localitat de Castell-estaó, al Pallars Jussà (Lleida).                   |                  |
| Natrozippeïta     |                       |                                                                                                 |                  |
| Naumannita        |                       |                                                                                                 |                  |
| Neotocita         | (Mn,Fe,Mg)SiO₃·H₂O    | A la mina Serrana, a El Molar (Priorat, Tarragona).                                             |                  |
| Nepouïta          |                       |                                                                                                 |                  |
| Niquelina         |                       |                                                                                                 | Mina Balcoll     |
| Nitrocalcita      |                       |                                                                                                 |                  |
| Nontronita        |                       |                                                                                                 | Can Súria        |
| Nordstrandita     | Al(OH)₃               | A les mines de Rocabruna, a Bruguers, Gavà (Barcelona).                                         |                  |

## O
| Nom del Mineral  | Fórmula                    | Localització                                                                           | Imatge               |
| ---------------- | -------------------------- | -------------------------------------------------------------------------------------- | -------------------- |
| Olivenita        |                            |                                                                                        |                      |
| Olivina          |                            |                                                                                        | Banya del Boc        |
| Òpal             |                            |                                                                                        | Montjuïc (Barcelona) |
| Or natiu         |                            |                                                                                        |                      |
| Ortoclasa        |                            |                                                                                        |                      |
| Ortoserpierita   | Ca(Cu,Zn)₄(SO₄)₂(OH)₆·3H₂O | A la mina Les Ferreres (Camprodon, Ripollès) i a la mina Bessó (Ulldemolins, Priorat). |                      |
| Oxiplumboromeïta |                            |                                                                                        |                      |

## P
| Nom del Mineral | Fórmula                    | Localització                                                                                     | Imatge                       |
| --------------- | -------------------------- | ------------------------------------------------------------------------------------------------ | ---------------------------- |
| Pal·ladi natiu  |                            |                                                                                                  |                              |
| Parascholzita   | CaZn₂(PO₄)₂·2H₂O           | A la mina La Cresta, a Bellmunt del Priorat (Priorat, Tarragona).                                |                              |
| Pearceïta       |                            |                                                                                                  |                              |
| Perhamita       |                            | A les mines de Gavà.                                                                             |                              |
| Petzita         |                            |                                                                                                  |                              |
| Phil·lipsita-K  |                            |                                                                                                  | La Crosa de Sant Dalmai      |
| Pigeonita       |                            |                                                                                                  |                              |
| Planerita       | Al₆(PO₄)₂(HPO₄)₂(OH)₈·4H₂O | A les mines de Rocabruna de Bruguers, a Gavà (Baix Llobregat, Barcelona).                        |                              |
| Plata nativa    |                            |                                                                                                  | Mina Balcoll                 |
| Plattnerita     |                            |                                                                                                  |                              |
| Plumbojarosita  |                            |                                                                                                  |                              |
| Polibasita      |                            |                                                                                                  |                              |
| Polidimita      | Ni2+Ni3+ 2S₄               | A la mina Eugenia de la localitat de Bellmunt del Priorat, a la comarca del Priorat (Tarragona). |                              |
| Posnjakita      |                            |                                                                                                  |                              |
| Powellita       |                            |                                                                                                  |                              |
| Prehnita        |                            |                                                                                                  |                              |
| Proustita       |                            |                                                                                                  |                              |
| Pseudomalaquita |                            |                                                                                                  | Montcada                     |
| Purpurita       |                            |                                                                                                  |                              |
| Pirargirita     |                            |                                                                                                  |                              |
| Pirita          |                            |                                                                                                  |                              |
| Pirolusita      |                            |                                                                                                  | Mines de Gualba              |
| Piromorfita     |                            |                                                                                                  |                              |
| Pirofanita      |                            |                                                                                                  |                              |
| Piroxmangita    |                            |                                                                                                  | Mina Serrana                 |
| Pirrotina       |                            |                                                                                                  | Coma Fosca, Conca de Barberà |

## Q
| Nom del Mineral | Fórmula | Localització                                     | Imatge   |
| --------------- | ------- | ------------------------------------------------ | -------- |
| Quars           | SiO₂    | Vegeu: el quars als territoris de parla catalana | Arbúcies |

## R
| Nom del Mineral | Fórmula                            | Localització | Imatge |
| --------------- | ---------------------------------- | --- | ------ |
| Rammelsbergita  | NiAs₂                              | A la mina Atrevida de Vimbodí (Conca de Barberà) |        |
| Rancieïta       | (Ca,Mn2+)0.2(Mn4+,Mn3+)O₂ · 0,6H₂O | A El Molar (Priorat, Tarragona) i a Bruguers (Gavà, Barcelona). |        |
| Retgersita      | NiSO₄ · 6H₂O                       | A la mina Eugènia, a Bellmunt del Priorat (Priorat, Tarragona). |        |
| Rodonita        | CaMn₃Mn(Si₅O15)                    | A les mines Serrana i Joaquina primera d'El Molar i Bellmunt del Priorat respectivament (Priorat). |        |
| Richel·lita     | CaFe₂3+(PO₄)₂(OH,F)₂               | A Bruguers, Gavà (província de Barcelona). |        |
| Robinsonita     | Pb₄Sb₆S13                          | En mines de la Vall de Ribes (Ripollès). |        |
| Rodocrosita     | MnCO₃                              | A la pedrera i mina Berta (Sant Cugat del Vallès-El Papiol; Vallès Occidental, Baix Llobregat) i a la mina de manganès La Serrana (Priorat). |        |
| Romanechita     | (Ba,H₂O)₂(Mn4+,Mn3+)₅O10           | A la mina Serrana, a El Molar (Priorat, Tarragona). |        |
| Rosasita        | (Cu,Zn)₂(CO₃)(OH)₂                 | A Prullans (Cerdanya), a la mina Les Ferreres (Ripollès) i a la pedrera i mina Berta (Sant Cugat del Vallès-El Papiol; Vallès Occidental, Baix Llobregat). |        |
| Roscoelita      | K(V3+,Al)₂(AlSi₃O10)(OH)₂          | A la mina Eureka, situada a la localitat de Castell-estaó, a la comarca del Pallars Jussà, a la província de Lleida. |        |
| Rútil           | TiO₂                               | A la pedrera i mina Berta (Sant Cugat del Vallès-El Papiol; Vallès Occidental, Baix Llobregat); al Cap de Creus (Alt Empordà); a un aflorament a la N-260 al seu pas per Arsèguel (Alt Urgell) ; a la mina Eureka (Pallars Jussà); a Espot (Pallars Sobirà); a la rodalia del Monestir de Poblet (Conca de Barberà) i a les platges al·luvials deltaiques del Delta de l'Ebre (Montsià). |        |

## S
| Nom del Mineral | Fórmula                                       | Localització | Imatge                        |
| --------------- | --------------------------------------------- | --- | ----------------------------- |
| Safflorita      |                                               | |                               |
| Sanidina        |                                               | |                               |
| Sanromanita     | Na₂CaPb₃[CO₃]₅                                | A la mina Eureka, a Castell-estaó, província de Lleida.                                                                                         |                               |
| Saponita        |                                               | |                               |
| Sarcòpsid       | Fe2+ 2(PO₄)₂                                  | Al Cap de Creus (Alt Empordà, Girona). |                               |
| Scheelita       |                                               | |                               |
| Schorl          | Na(Fe₃2+)Al₆(Si₆O18)(BO₃)₃(OH)₃(OH)           | En pegmatites al Cap de Creus (Alt Empordà); a la Mina de la Roca del Turó (Ripollès); a la Mina Solitaria i a la Pedrera Eriasa (Vall d'Aran). | Cap de Creus                  |
| Schröckingerita |                                               | |                               |
| Scorzalita      |                                               | |                               |
| Segnitita       | PbFe₃3+(AsO₄)₂(OH,H₂O)₆                       | A la mina l'Alforja, al municipi del mateix nom de la comarca del Baix Camp (Tarragona).                                                        |                               |
| Sengierita      | Cu₂(UO₂)₂(VO₄)₂ · 6H₂O                        | A la mina Eureka, a la localitat de Castell-estaó (Pallars Jussà, Lleida).                                                                      |                               |
| Serpierita      |                                               | |                               |
| Siderita        |                                               | |                               |
| Sideròtil       | (Fe,Cu)SO₄ · 5H₂O                             | Al Sot de les mines, a Santa Creu d'Olorda (Barcelonès), província de Barcelona.                                                                |                               |
| Siegenita       |                                               | |                               |
| Sil·limanita    |                                               | |                               |
| Silvita         |                                               | | Cardona                       |
| Skutterudita    |                                               | |                               |
| Smithsonita     |                                               | |                               |
| Sperrylita      |                                               | |                               |
| Spionkopita     | Cu39S28                                       | A Castellestaó (La Torre de Cabdella, Lleida).                                                                                                  |                               |
| Strengita       |                                               | |                               |
| Sofre natiu     |                                               | | Escombrera de la mina Eugènia |
| Simplesita      |                                               | |                               |
| Sinquisita-(Ce) |                                               | |                               |
| Surita          | (Pb,Ca)₃(Al,Fe2+,Mg)₂((Si,Al)₄O10)(CO₃)₂(OH)₂ | A la pedrera Can Rovira, a Sant Fost de Campsentelles (Vallès Oriental, Barcelona).                                                             | Can Rovira                    |

## T
| Nom del Mineral   | Fórmula                                 | Localització | Imatge          |
| ----------------- | --------------------------------------- | --- | --------------- |
| Tacharanita       | Ca₁₂Al₂Si18O33 (OH)36                   | Al volcà de Sant Corneli, situat a la localitat de Fogars de la Selva (Maresme, província de Barcelona). |                 |
| Taenita           |                                         | |                 |
| Talc              |                                         | |                 |
| Tel·lurobismutita | Bi₂Te₃                                  | A la mina Atrevida, a la localitat de Vimbodí (Conca de Barberà, província de Tarragona). |                 |
| Tennantita        |                                         | |                 |
| Tenorita          |                                         | |                 |
| Tefroïta          |                                         | |                 |
| Tetraedrita       |                                         | |                 |
| Theisita          |                                         | |                 |
| Torianita         |                                         | |                 |
| Tinticita         |                                         | | Bruguers (Gavà) |
| Titanita          |                                         | |                 |
| Tobermorita       |                                         | |                 |
| Todorokita        | (Ca,K,Na,Mg,Ba,Mn)(Mn,Mg,Al)6O12 · 3H2O | A la mina La Serrana, al Priorat. En aquest cas, la mineralització manganèsica es troba relacionada amb nivells de lidites de la base del Carbonífer; originalment, el manganès es trobava en forma de carbonat (rodocrosita), però per processos relacionats amb el metamorfisme de contacte, ara s'hi troben silicats de manganès i els subseqüents òxids per alteració. | Mina Serrana    |
| Torbernita        |                                         | |                 |
| Tremolita         |                                         | |                 |
| Tridimita         |                                         | |                 |
| Trifilita         |                                         | |                 |
| Trögerita         | (H₃O)(UO₂)(AsO₄)·3H₂O                   | A la mina Eureka, a la localitat de Castell-estaó (Pallars Jussà, província de Lleida). |                 |
| Troilita          |                                         | |                 |
| Trol·leïta        | Al₄(PO₄)₃(OH)₃                          | Al Cap de Creus, a Cadaqués (Alt Empordà, Girona). |                 |
| Tungstenita       |                                         | |                 |
| Turquesa          |                                         | |                 |
| Tirolita          |                                         | |                 |
| Tyuyamunita       |                                         | | Mina Eureka     |

## U
| Nom del Mineral | Fórmula                  | Localització | Imatge |
| --------------- | ------------------------ | --- | ------ |
| Ullmannita      | NiSbS                    | A Cierco (Vilaller) i a la mina Serrana (El Molar), en un context de mineralitzacions de manganès.                                                  |        |
| Uraninita       | UO₂                      | Al Cap de Creus (Alt Empordà), a la mina Eureka (La Torre de Cabdella) i a la Coma Fosca, Roca de Ponent i Sant Miquel (Vimbodí, Conca de Barberà). |        |
| Uranofana       | Ca(UO₂)₂(SiO₃OH)₂ · 5H₂O | A la mina Eureka (La Torre de Cabdella) en un context de mineralitzacions de Cu-U en conglomerats i gresos del Permo-triàsic (Buntsandstein).       |        |

## V
| Nom del Mineral    | Fórmula                                                           | Localització | Imatge       |
| ------------------ | ----------------------------------------------------------------- | --- | ------------ |
| Vaesita            | NiS₂                                                              | A la mina Eugènia, a Bellmunt del Priorat (comarca del Priorat), i a la mina Atrevida, a Vimbodí (comarca de la Conca de Barberà), tots dos indrets a la província de Tarragona, Catalunya.                                                                         |              |
| Valentinita        | Sb₂O₃                                                             | A la Vall de Ribes i a les Mines de la Collada Verda (Ripollès). |              |
| Vanadinita         | Pb₅(VO₄)₃Cl                                                       | A la pedrera i mina Berta (Sant Cugat del Vallès-El Papiol, Vallès Occidental- Baix Llobregat) i a la mina Magdalena (Ulldemolins, Priorat). |              |
| Vandendriesscheïta | Pb1,6(UO₂)10O₆(OH)11 · 11H₂O                                      | A la mina Eureka, a la localitat de Castell-estaó, al Pallars Jussà, província de Lleida. |              |
| Variscita          | AlPO₄ · 2H₂O                                                      | A les mines de Gavà, a les de Rocabruna i a la pedrera Sansón (Baix Llobregat); al Sot de les Mines (Barcelonès); a la pedrera de Rialls (Maresme); a la pedrera del Turó de Montcada (Vallès Occidental) i a la Mina Turquesa de Cornudella de Montsant (Priorat). | Gavà         |
| Vermiculita        | Mg0.7(Mg,Fe,Al)₆(Si,Al)₈O20(OH)₄ · 8H₂O                           | A la Noguerola (Viladrau, Osona), en uns afloraments granítics a l'oest de la Riera Major. |              |
| Vernadita          | (Mn4+,Fe3+,Ca,Na)(O,OH)₂ · nH₂O                                   | A la mina Joaquina, a la localitat de Bellmunt del Priorat, a la comarca del Priorat, província de Tarragona. |              |
| Vesuvianita        | (Ca,Na,☐)19(Al,Mg,Fe3+)13(☐,B,Al,Fe3+)₅(Si₂O₇)₄(SiO₄)10(OH,F,O)10 | A les mines Montsant (Maresme); a les pedreres de Gualba (Vallès Oriental) i a la mina de la roca del Turó i al Costabona (Ripollès). | Can Montsant |
| Volborthita        | Cu₃(V₂O₇)(OH)₂ · 2H₂O                                             | A la mina Eureka (Vall Fosca, Pallars Jussà) en el context d'impregnacions de coure i urani en conglomerats i gresos triàsics. |              |

## W
| Nom del Mineral | Fórmula                       | Localització | Imatge     |
| --------------- | ----------------------------- | --- | ---------- |
| Wagnerita       | Mg₂PO₄F                       | Al Cap de Creus, a la localitat de Cadaqués, a la província de Girona. |            |
| Wavel·lita      | Al₃[(OH)₃ (PO₄)₂] · 5H₂O      | A les mines Rocabruna (Gavà, Baix Llobregat) i al Sot de les Mines (Santa Creu d'Olorda, Barcelonès). |            |
| Whitlockita     | Ca9Mg(PO₄)₆(HPO₄)             | Només a la pedrera del turó de Montcada (Montcada i Reixac). |            |
| Wil·lemita      | Zn₂[SiO₄]                     | A la pedrera Can Rovira, a Sant Fost de Campsentelles (Vallès Oriental, Barcelona). | Can Rovira |
| Wittichenita    | Cu₃BiS₃                       | Només a la mina Eureka (Castell-estaó, Pallars Jussà). |            |
| Wolfeïta        | Fe2+ 2PO₄(OH)                 | A Cadaqués, al Cap de Creus (Alt Empordà, Girona). |            |
| Wol·lastonita   | Ca₃[Si₃O9]                    | A les Pedreres de Gualba (Gualba, Vallès oriental) i a la pedrera de Rialls (Tordera, Maresme). |            |
| Wulfenita       | Pb(MoO₄)                      | A Catalunya s'ha descrit a la pedrera de la Carretera de les Aigües (Collserola), a la pedrera Berta (Sant Cugat del Vallès-El Papiol), a Cierco (Vilaller), a Prullans (Baixa Cerdanya) i a la mina Atrevida (Vimbodí). A la mina Teresita (Montcada i Reixac) s'ha descrit la varietat Chillagita. |            |
| Wyl·lieïta      | (Na,Ca,Mn2+,◻)₂Mn2+ 2Al(PO₄)₃ | Al Cap de Creus, a Cadaqués (província de Girona). |            |

## X
| Nom del Mineral | Fórmula | Localització                                           | Imatge |
| --------------- | ------- | ------------------------------------------------------ | ------ |
| Xantoconita     | Ag₃AsS₃ | A la mina Balcoll, a Falset (Priorat, Tarragona).      |        |
| Xenotima-(Y)    | Y(PO₄)  | A Vimbodí i Poblet, a la Conca de Barberà (Tarragona). |        |

## Z
| Nom del Mineral | Fórmula                          | Localització | Imatge |
| --------------- | -------------------------------- | --- | ------ |
| Zalesiïta       | CaCu₆(AsO₄)₂(AsO₃OH)(OH)₆ · 3H₂O | A Prullans (Cerdanya), en un aflorament de conglomerats prop del túnel de Sant Martí dels Castells (km 202 de la N-260). |        |
| Zeunerita       | Cu[UO₂ AsO₄]₂ · 8 - 12H₂O        | A la mina Eureka (Castell-estaó, Pallars Jussà). |        |
| Zincolivenita   | CuZnAsO₄(OH)                     | A la mina de Les Ferreres, a Rocabruna, Camprodon, a la província de Girona. |        |
| Zincrosasita    | (Zn,Cu)₂(CO₃)(OH)₂               | A la mina Linda Mariquita, a El Molar (El Priorat, Tarragona). |        |
| Zircó           | ZrSiO₄                           | Al Cap de Creus, a la localitat de Cadaqués (Alt Empordà, Girona), a Balaguer (Noguera, Lleida), a Arsèguel (Alt Urgell, Lleida), i a Vimbodí (Conca de Barberà) i a Sant Jaume d'Enveja (Montsià), a la província de Tarragona. |        |